# Salo
|  | Per a altres significats, vegeu «Salo (desambiguació)». |

Salo és un poble que pertany al municipi de Sant Mateu de Bages, situat a l’extrem nord-est del municipi, a 620 m. d’altura. Limita al Nord amb Cardona, a l’Oest amb la província de Lleida, al Sud amb Castelltallat i a l’Est amb Coaner. A 1 de gener de 2010, tenia 110 habitants, amb una majoria de poblament disseminat en masies.
El nucli del poble, unes cases agrupades vora l'església de Sant Pere i Sant Feliu, es troba dins la vall que formen les rieres, originades al Solsonès, de Vallmanya i Matamargó, les quals conflueixen a la riera de Salo.
La parròquia sorgí a l’ombra del castell de Salau documentat des del 966. Aquest document, prové de l’arxiu de la col·legiata de Sant Vicenç de Cardona i és una còpia de l’escriptura que el comte de Cerdanya atorgà a favor de l’antic monestir de Sant Llorenç prop Bagà.
Antigament Salo formava un municipi propi amb Santa Margarida de Meià i Claret dels Cavallers.
Salo és la base real del poble imaginari "Oratjol de la Serra", on s'ubica el cicle narratiu d'Eduard Girbal i Jaume 'L'agre de la terra' integrat per Oratjol de la serra (1919), L'estrella amb cua (1919) i La tragèdia de cal Pere Llarg" (1923), que havia de culminar amb un volum que no va arribar a editar-se,La Cuaranya. Tot i que Girbal canvia el nom del poble, la resta d'accidents geogràfics, noms de masies, pobles veïns, etc., correspon al terme de Salo i voltants.